# Kilpisjärvi

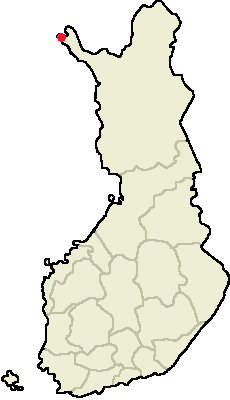
Lage von Kilpisjärvi in Finnland

Kilpisjärvi [ˈkilpisjærvi] (nordsamisch Gilbbesjávri) ist ein Dorf im äußersten Nordwesten Finnlands. Es gehört zur Gemeinde Enontekiö in der Provinz Lappland. Im Jahr 2000 hatte Kilpisjärvi 114 Einwohner.

## Geografie
Kilpisjärvi liegt in der Käsivarsi genannten Ausbuchtung im Nordwesten Finnlands rund neun Kilometer vom Dreiländereck zwischen Finnland, Schweden und Norwegen (finnisch Kolmen valtakunnan rajapyykki, am bekanntesten unter dem schwedischen, etwa gleichbedeutenden Namen Treriksröset) entfernt am Ufer des gleichnamigen Sees Kilpisjärvi auf einer Höhe von 473 m über dem Meeresspiegel. Direkt neben dem Dorf erhebt sich der 1029 m hohe Fjell Saana (nordsamisch Sána) aus der Landschaft. Zum höchsten Berg Finnlands, dem 1328 m hohen Haltitunturi, führt von Kilpisjärvi ein 50 km langer Wanderweg durch die ansonsten weglose Wildnis.
Die Staatsstraße 21 (Europastraße 8), die einzige Straße in Käsivarsi, führt durch Kilpisjärvi und überquert einige Kilometer hinter dem Dorf die norwegische Grenze. Die nächste Siedlung ist das 50 km entfernte Dorf Skibotn an der Eismeerküste in der norwegischen Gemeinde Storfjord. Nach Hetta, dem Gemeindezentrum von Enontekiö, sind es 165 km. 15 km südöstlich von Kilpisjärvi befindet sich mit 565,6 m der höchstgelegene Straßenabschnitt in Finnland. 
Kilpisjärvi hat eine eigene Grundschule und ein Hotel mit 36 Zimmern. Die nördlichste Forschungseinrichtung der Universität Helsinki ist die biologische Station in Kilpisjärvi, welche sich insbesondere mit Wühlmäusen beschäftigt. Es gibt auch ein Radio-Observatorium (KAIRA).

## Geschichte

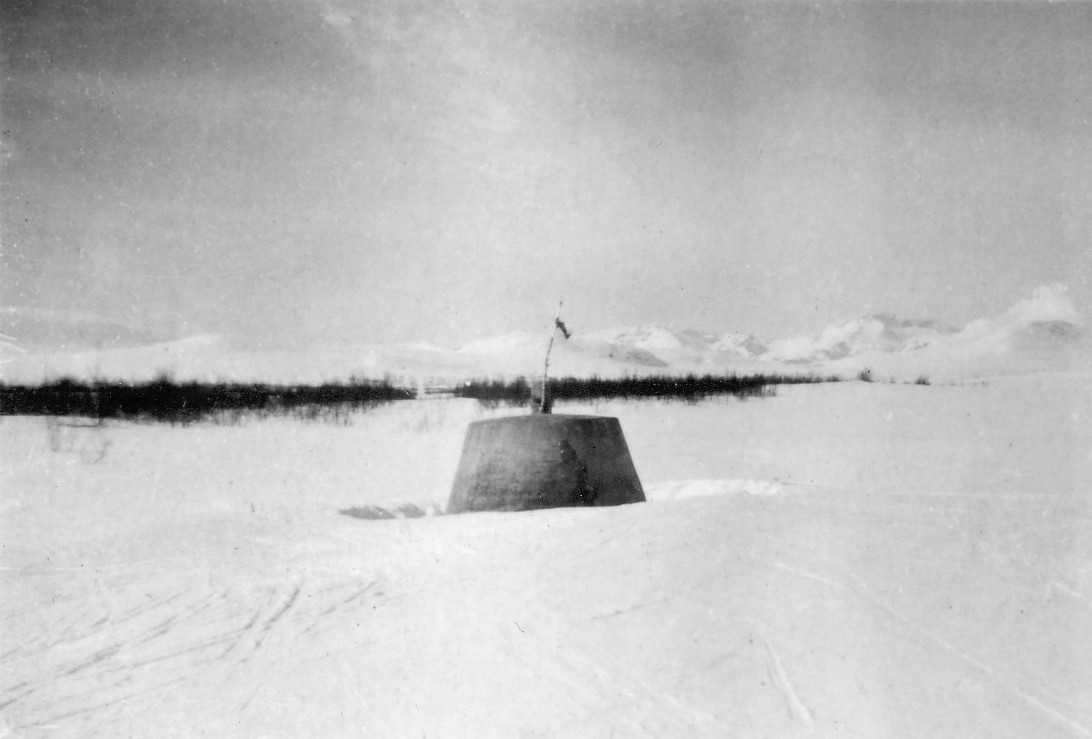
Dieser Grenzstein von 1926, hier ein Bild aus den letzten Tagen des Lapplandkrieges, kennzeichnet das Dreiländereck bei Kilpisjärvi

Kilpisjärvi rückte am Ende des Zweiten Weltkrieges für kurze Zeit ins Zentrum des Geschehens. Die sich im Zuge des Lapplandkrieges aus Nordfinnland zurückziehenden deutschen Truppen hatten ihre letzten Stellungen in Kilpisjärvi, wo es am 25. April 1945 zu den letzten Kampfhandlungen des Krieges auf finnischem Boden kam. Die letzten deutschen Soldaten zogen sich am 27. April über die Grenze nach Norwegen zurück.
Am 3. Mai 2015 brannte die Grundschule Kilpisjärvis bis auf die Grundmauern nieder. Das Feuer sprang von einem in der Nähe geparkten Wohnmobil auf die Schule über. Der Brand zerstörte auch mehrere Tausend Euro in bar, welche zuvor von Schülern für einen Wandertag gesammelt und in der Schule gelagert wurden, weil die nächstgelegene Bank, die eine Bareinzahlung akzeptiert hätte, im 440 km entfernten Rovaniemi liegt. Nordea sicherte der Schule nach dem Brand eine Spende in Höhe von 4000 Euro zu. Das neu errichtete Schulgebäude wurde 2017 eingeweiht.

## Bildergalerie

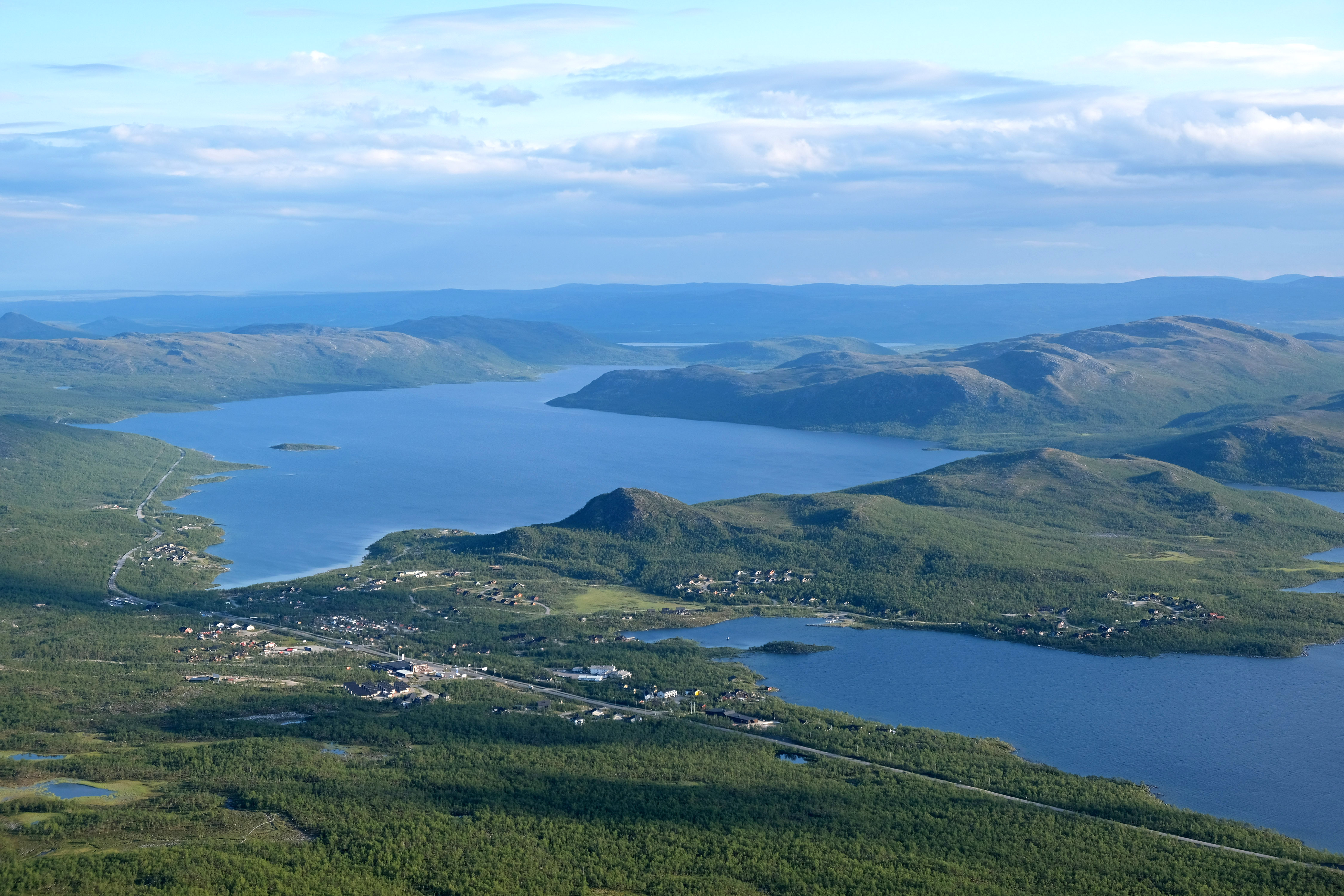
Kilpisjärvi (2020)
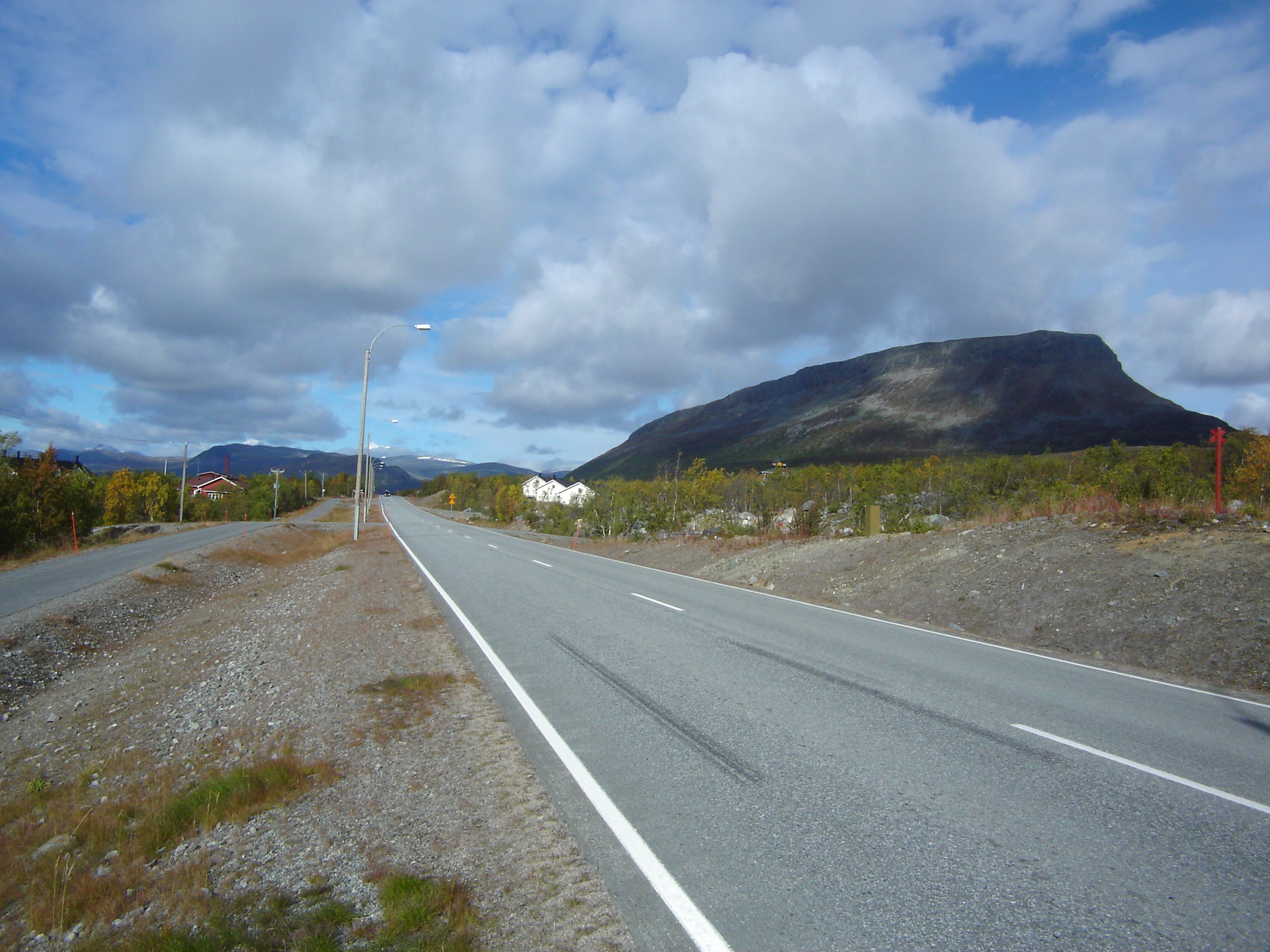
Kilpisjärvi liegt zu Füßen des Saana-Fjells (2007)
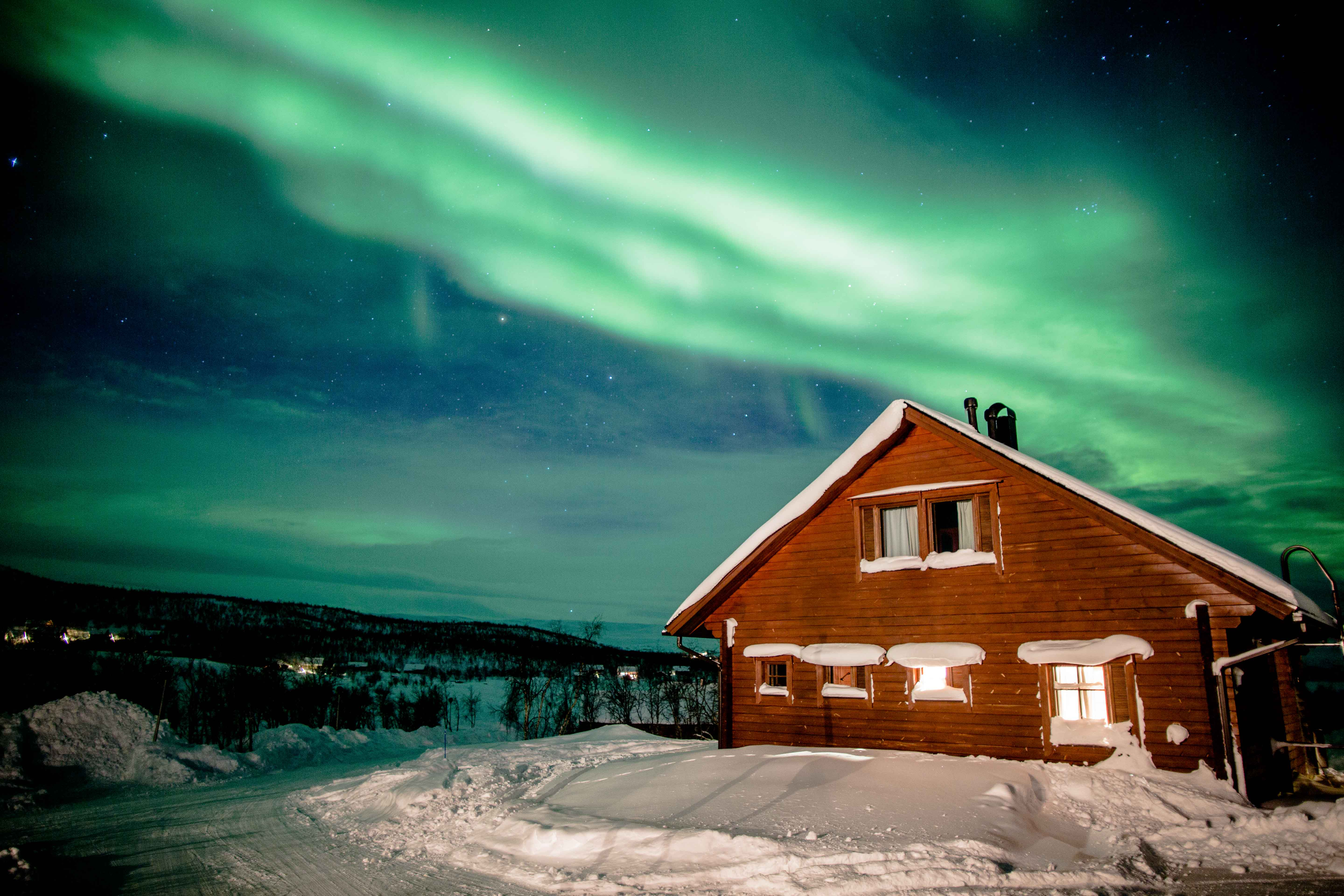
Polarlicht über Kilpisjärvi (2012)